# Eugen Florescu
Eugen Florescu (n. 17 ianuarie 1935, Râmnicu Vâlcea - 2009)a fost membru de partid din 1964 și activist de partid în perioada comunistă din România.
A fost șef al Secției Presă a CC al PCR, favoritul Elenei Ceaușescu, aghiotant al lui Dumitru Popescu-Dumnezeu,
șef al consilierilor lui Ceaușescu.
După 1990 a condus ziarul Democrația, publicația partidului PSM. În 1998, Eugen Florescu a devenit membru PRM.

## Distincții
- Medalia Muncii (6 noiembrie 1964) „cu ocazia aniversării a 20 de ani de la apariția ziarului «Scînteia tineretului», pentru merite deosebite în muncă”[8]